# Фигеира де Фоз
Фигеира де Фоз (порт. Figueira da Foz), или Фигејра де Фош, је значајан град у Португалији, смештен у њеном западном делу. Град је друго по важности насеље у саставу округа Коимбра, где чини једну од општина.
Фигеира де Фоз је познато приморско летовалиште средишње Португалије. Развоју туризма доприноси и то што је град једно од ретких места у држави где се може законито коцкати.

## Географија
Град Фигеира де Фоз се налази у западном делу Португалије. Од главног града Лисабона град је удаљен 200 километара северно, а од Портоа град 140 јужно. 
Рељеф: Фигеира де Фоз се на северу португалског приморја, у приобалном делу историјске области Мињо. Град се образовао дуж обале мора, која је овде равна и пешчана, те повољна з развој туризма.
Клима: Клима у Фигеири де Фоз је блага умерено континентална клима са значајним утицајем Атлантика и Голфске струје (веће количине падавина).
Воде: Фигеира де Фоз лежи на на обали Атлантског океана, на месту где се река Мондежо улива у море. Обала је равна и песковита, па је изванредна за приморски туризам.

## Историја
Подручје Фигеире де Фоз насељено још у време праисторије. Све до 18. и 19. века насеље је било неважно насеље, а затим је почео развој туризма, прво домаћег, а у 20. веку и међународног. То је и утицало да град у 20. веку забележи брз развој и раст становништва.
Град је добио градска права тек 1882. године.

## Становништво
По последњих проценама из 2011. г. општина Фигеира де Фоз има око 63 хиљаде становника, од чега око 37 хиљада живи на градском подручју. Општина је густо насељена.

## Партнерски градови
- Градињан

## Галерија
- Једна од градских плажа
- Трг 8. маја
- Улица у старом делу града
- Градска кућа